# Jangamarkalgudi, Gangawati
Jangamarkalgudi là một làng thuộc tehsil Gangawati, huyện Koppal, bang Karnataka, Ấn Độ.